# Quantum Effect Devices

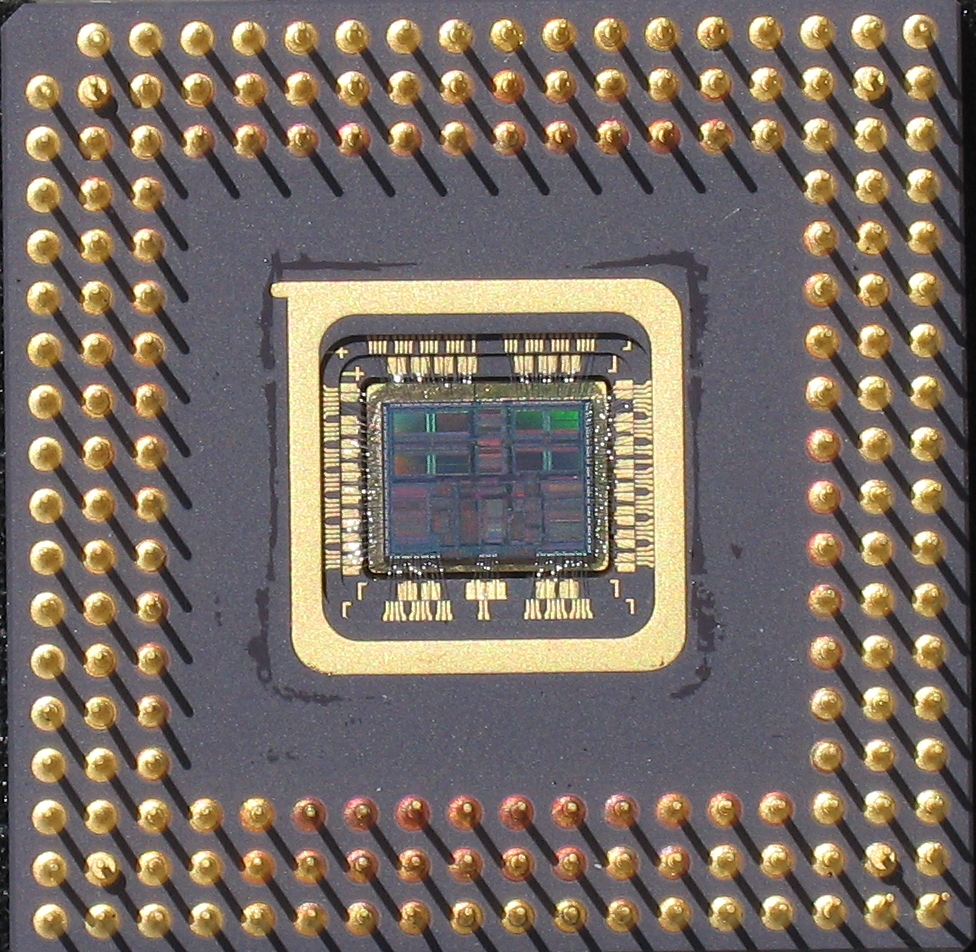
IDT R4700 の底面。設計はQED、販売はIDT

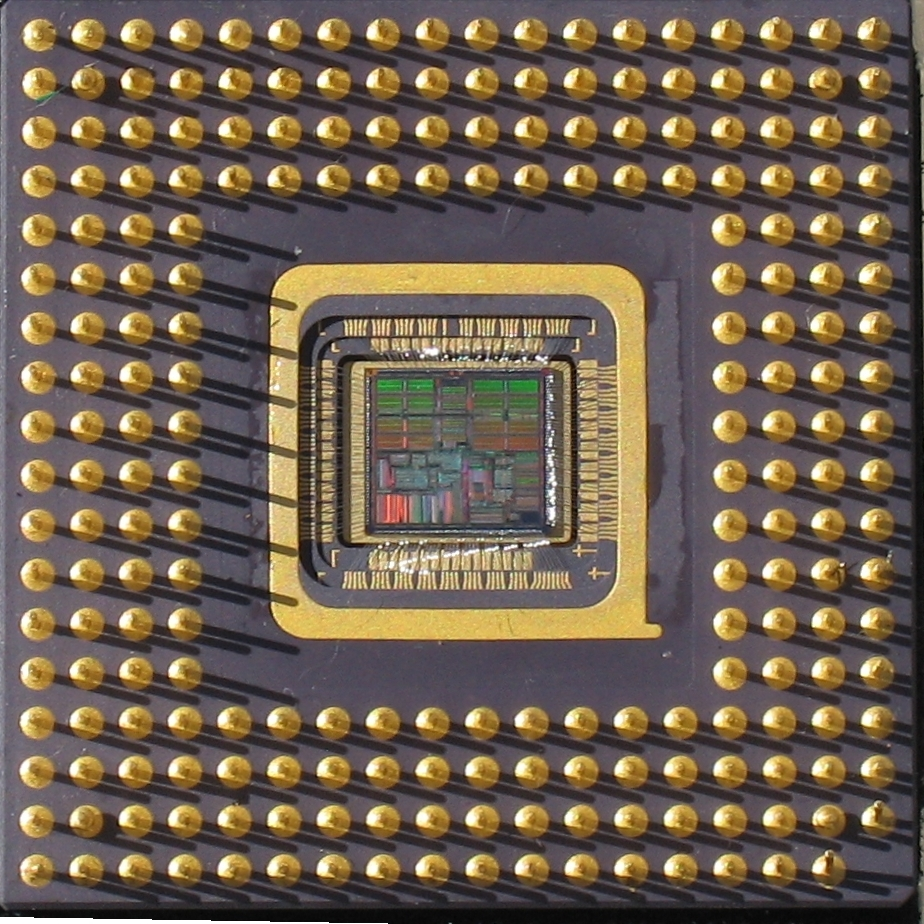
QED RM5230 の底面

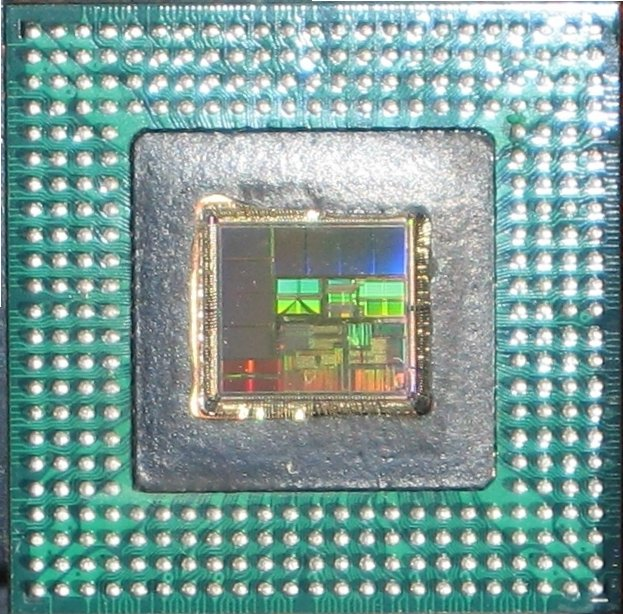
QED RM7000 の底面

Quantum Effect Devices (QED) は、半導体集積回路の設計製造を行うアメリカ合衆国の企業。2000年に買収され、消滅した。

## 概要
QEDは1991年、Quantum Effect Designとして設立された。創設者はMIPSコンピュータのマネージャーだったTom Riordan、Earl Killian、Ray Kunitaである。当時、MIPS社はコンピュータシステム (MIPS Magnum) の販売で苦戦していた。彼らはMIPSの本来の目的であるマイクロプロセッサの設計に集中するために新たにQEDを設立したのであった。その後間もなく MIPSはSGIに買収された。QEDはマイクロプロセッサの設計を請け負う業務を開始した。主な出資者であるIDTは、QED初の設計を発注した顧客でもあった。
当初のQEDの製品計画は、ノート型コンピュータ向けにMIPSアーキテクチャのマイクロプロセッサを設計することであった。当時、マイクロソフトが Windows NT でいくつかのRISCアーキテクチャをサポートしていた。RISCベースのパーソナルコンピュータ (PC) が主流になると考えたいくつかのベンチャー企業がシステムやボードを開発していた。結局、それは市場を形成できなかったが、R4600 ("Orion") が完成し、ルーターやアーケードゲーム機で使われた。その後、東芝とIDT向けにR4700、IDTとNKK向けにR4650、SGIと日本電気向けにR5000を設計した。
モトローラ向けにPowerPCアーキテクチャの603Qを設計したが、これはAppleのホームPCとゲーム機向けであった。しかし、それらの製品は市場に出ることなく開発が中止されたため、603Qは量産されることなく消えていった。
数年後、売り上げ拡大を図るため、自社製MIPSマイクロプロセッサの販売に踏み切った。このとき、社名をQuantum Effect Devicesに変更した。RM5200、RM7000などの製品が成功すると、同社は2000年2月1日に株式公開を果たした。そして同年10月、PMC-Sierraに買収され、PMCのマイクロプロセッサ部門となった。買収は株式交換で行われ、売値は23億ドルであった。PMC配下でRM9x00シリーズを完成させたが、これは市場には受け入れられなかった。QEDからPMCに移ってきていた開発チームの人員は、2005年6月までにほとんどが解雇され、一部残っていた人員も2006年1月までに全て解雇された。
社名はTom Riordanが考案した。これは、量子効果が集積回路に影響するようになる時代まで同社が存続することを信じて付けられたものである。

## 製品
R4600
R4000に基づいた設計。QED創設者はR4000の開発にも関わっており、もっと単純な実装をすれば価格性能比が向上すると考えていた。そのため R4600ではパイプラインを5段に戻し、キャッシュメモリを大容量化した。この方針は成功し、当時としては高性能を誇るマイクロプロセッサとなった。当初はラップトップ型コンピュータへの搭載を意図していたが、そのような市場は形成されなかった。シスコシステムズはルーターにこれを採用した（RISCとしては初）。アタリなどがモータルコンバットなどのアーケードゲームに使用した。R4600の製造・販売はIDTと東芝が行った。
R4700
SGI向けに浮動小数点演算性能を強化した設計。浮動小数点数の乗算を反復できる回数を増やした（乗算にかかるサイクル数を短縮した）。SGIのIndyというローエンドのワークステーションで使われた。R4700の製造・販売もIDTと東芝が行った。
R4650
NKKが安価なゲーム機用として発注した。R4650はキャッシュを半分にし、浮動小数点演算を単精度のみにしてダイサイズを小さくした。QEDとしては初めて積和演算命令を実装し、ソフトモデムを実装可能となっている。マイクロソフトはこれをWebTV機器に使用した。R4650の製造・販売はIDTとNKKが行った。R4640も基本的には同じだが、バス幅が64ビットから32ビットに縮小されている。
R5000
SGIの依頼を受けて設計された。キャッシュを増やして、命令もデータも32KBとしている。浮動小数点演算機能が強化されている。限定されたスーパースケーラであり、整数演算と浮動小数点演算を同じサイクルで並行して実行可能である。SGI O2で使われた。設計の権利はSGIが保有し、IDTと日本電気が製造・販売した（後に東芝も製造した）。
603Q
モトローラの依頼を受け、アップルの低価格ホームコンピュータとビデオゲーム機Pippenで使う予定であった。603QはR4600の内部設計にPowerPCの命令セットを実装したものである。アップルのプロジェクトが中止されると、モトローラも603Qの開発中止を決定したが、既にQEDは実働する最初のチップを完成させていた（実際に製造したのはモトローラ）。
RM52XX
QEDが自社で販売した最初の製品シリーズ。R5000のキャッシュを小さくしてピン配置を変更した低価格な製品として登場した。初期のRM52X0のキャッシュは16KBだったが、RM52X1になると32KBになっている。RM523Xはバスが32ビットで、RM526Xは64ビットである。レーザープリンターに良く使われた（ヒューレット・パッカード、レックスマーク、リコー、サムスングループ）。
RM70XX
256KBの二次キャッシュを内蔵。組み込み市場向けマイクロプロセッサとしては初めて二次キャッシュを内蔵した。整数実行ユニットを2つ持ち、スーパースケーラを実現している。RM7061はRM526Xとピン互換だった。RM52XXの後継として売れた。
RM9x00
QEDによるSOC実装。7段のパイプラインを持ち高い動作周波数が実現できる Apolloマイクロプロセッサコアが使われている。分岐時のレイテンシを改善するため、動的分岐予測機能を追加している。RM9x00はApolloコアを2個搭載したマルチコア実装となっていた。動作周波数は1GHz を達成している。DDRメモリコントローラ、バスコントローラ、DMAコントローラ、HyperTransportコントローラなどの周辺回路を集積している。第二世代ではギガビット・イーサネットコントローラ、PCIコントローラも備え、キャッシュコヒーレンシにも対応している。しかし、市場に出るのが遅れたためにあまり売れなかった。開発が遅延したため同社は財政的苦境に陥り、PMC-Sierraへの身売りをすることになった。完成したころには既にSibyteなどの競合他社が同様の製品を出荷済みだった。